# Sant Cirgue
Sant Cirgues, Sant Cirgue (occità) o Saint-Cirgues (francès) és un municipi francès al Quercy avui dia administrativament al departament de l'Òlt (regió d'Occitània).

## Demografia
| 1962                                       | 1968 | 1975 | 1982 | 1990 | 1999 | 2007 |
| ------------------------------------------ | ---- | ---- | ---- | ---- | ---- | ---- |
| 580                                        | 595  | 509  | 507  | 421  | 355  | 385  |
| Des de 1962: població sense dobles comptes |      |      |      |      |      |      |

## Administració
| Període   | Identitat         | Partit |
| --------- | ----------------- | ------ |
| 2001-2008 | Georges Bac       |        |
| 2008-     | Christian Venries |        |

## Personatges il·lustres
- Guerau d'Orlhac va morir a la vila